# Edi Majaron
Edi Majaron, slovenski režiser, lutkar, pedagog in violončelist, * 1940, Ljubljana.

## Življenjepis
Majaron je leta 1963 na Akademiji za glasbo v Ljubljani dokončal študij violončela, leta 1965 pa je končal specializacijo pri prof Otonu Bajdetu. Izpopolnjeval se je v violončelistih Milošu Sadlu in Andreu Navarri na Akademiji lepih umetnosti v Pragi. Dolgo je deloval kot prvi violončelist v Simfoničnem orkestru RTV Slovenija in nastopal po različnih evropskih kulturnih prestolnicah. Deloval je tudi kot avtor številnih televizijskih glasbenih oddaj, komentator koncertov komorne in simfonične resne glasbe, ter snemal za radijske in televizijske programe v Ljubljani, Trstu, Zagrebu, Novem Sadu, Skopju. V letu 1976/77 je pod njegovim vodstvom nastala televizijska serija Komorna glasba skozi stoletja (TV Slovenija). Kasneje se je povsem predal lutkarstvu in na tem področju dosegel vidne uspehe doma in v tujini, leta 1988 je prejel nagrado Prešernovega sklada. Režiral je  okrog 90 predstav v lutkovnih gledališčih Evrope na besedila od Aristofana, Shakespearea do sodobnih slovenskih avtorjev Puntarja, Dekleve, Makarovičeve, itd. Mnoge njegove predstave so gostovale po najpomembnejših svetovnih lutkovnih festivalih in mu prinesle številne nagrade in priznanja. Režiral je preko 80 predstav, za TV Slovenija pa je posnel več lutkovnih serij (Prgišče priljubljenih pravljic, V znamenju dvojčkov, Pravljica o carju Saltanu, idr.). Majaron je upokojeni redni profesor za lutkarstvo na Pedagoški fakulteti v Ljubljani. Občasno predava kot profesor-gost v okviru drugih evropskih univerz. Objavlja članke s področja lutkovne zgodovine in vloge lutke v vzgoji. 2006 je prejel Nagrado republike Slovenije za življenjsko delo na področju pedagogike.